# ガンダムネットワークオペレーション3
『ガンダムネットワークオペレーション3』は、バンダイナムコオンラインによる『機動戦士ガンダム』の一年戦争および一年戦争の後の世界を舞台にしたWindows専用のネットワーク型ウォー・シミュレーションゲーム。『ガンダムネットワークオペレーション2』の後継ソフト。略称はGNO3。2010年3月1日よりサービス開始。前作と並行してサービス提供がされていたが、2014年1月12日に『2』と『3』の両方がサービス終了。後継作はないため、2002年より続いていたガンダムネットワークオペレーションシリーズは12年で幕を下ろすことになった。